# Viciria chabanaudi
Viciria chabanaudi är en spindelart som beskrevs av Fage 1923. Viciria chabanaudi ingår i släktet Viciria och familjen hoppspindlar. Inga underarter finns listade i Catalogue of Life.